# نروجین استار
نروجین استار (به انگلیسی: Norwegian Star) یک کشتی است که طول آن ۲۹۴٫۱۳ متر (۹۶۵ فوت) می‌باشد. این کشتی در سال ۲۰۰۱ ساخته شد.